# Zabiele (rejon głębocki)
Zabiele (biał. Забелле, Zabielle; ros. Забелье, Zabielie) – wieś na Białorusi, w obwodzie witebskim, w rejonie głębockim, 6 km na północ od Głębokiego. Wchodzi w skład sielsowietu Udział. Leży nad jeziorem Zabielskim. W pobliżu miejscowości biegnie droga R3 na odcinku Głębokie – Szarkowszczyzna.
Siedziba parafii prawosławnej pw. Podwyższenia Krzyża Pańskiego.
Wieś duchowna położona była w końcu XVIII wieku w województwie połockim.

## Historia
W 1870 roku wieś leżała w okręgu wiejskim Berezwecz, w gminie Głębokie, w powiecie dziśnieńskim guberni wileńskiej. W końcu XIX wieku w 12 domach mieszkało 88 osób.
W latach 1921–1945 wieś leżała w Polsce, w województwie wileńskim, w powiecie dziśnieńskim, w gminie Głębokie.
Według Powszechnego Spisu Ludności z 1921 roku zamieszkiwało tu 212 osób, 5 było wyznania rzymskokatolickiego, 207 prawosławnego. Jednocześnie 5 mieszkańców zadeklarowało polską przynależność narodową, 207 białoruską. Było tu 35 budynków mieszkalnych. W 1931 w 46 domach zamieszkiwało 230 osób.
Wierni należeli do parafii rzymskokatolickiej i prawosławnej w Głębokiem. Miejscowość podlegała pod Sąd Grodzki w Głębokiem i Okręgowy w Wilnie; właściwy urząd pocztowy mieścił się w Głębokiem.
Po agresji ZSRR na Polskę w 1939 roku wieś znalazła się pod okupacją sowiecką, w granicach BSRR. W latach 1941–1944 była pod okupacją niemiecką. Następnie leżała w BSRR. Od 1991 roku w Republice Białorusi.
We wsi znajduje się drewniana, prawosławna cerkiew Podwyższenia Krzyża Pańskiego z początku XX wieku. Służy miejscowej parafii.